# Mario Conejo Maldonado
Mario Hernán Conejo Maldonado (* 25. Juni 1959 in Peguche, Otavalo, Imbabura) ist ein ecuadorianischer Soziologe und Politiker mit ethnischem Kichwa-Hintergrund. Von 2000 bis 2014 sowie von 2019 bis 2023 war er Bürgermeister der Stadt bzw. des Kantons Otavalo.
Mario Conejo gehörte zu den Gründern der parteiähnlichen Indigenenbewegung Pachakutik. 2000 wurde er zum Bürgermeister von Otavalo gewählt und war damit der erste indigene Bürgermeister dieser Stadt. Seither wurde er zweimal in Wahlen bestätigt und 2019 nach einer verlorenen Wahl für eine weitere Amtszeit gewählt. 2006 verließ er auf Grund inhaltlicher Differenzen die Bewegung Pachakutik und schloss sich später Rafael Correas Partei PAIS an.
Mario Conejo Maldonado ist ein Bruder des Schriftstellers Ariruma Kowii.